# طواف تركيا 2015
طواف تركيا 2015 هو سباق دراجات هوائية أقيم بتاريخ 26 أبريل–3 مايو، تكون السباق من 8 مراحل وامتدّ لمسافة 1258 كم بسرعة 40. 434 كم/س، استغرق السباق 31 ساعة 06 دقيقة 41 ثانية.

## روابط خارجية
- طواف تركيا 2015 على موقع إحصائيات الدراجات الإحترافية (الإنجليزية)